# Moravský Beroun (nádraží)
Moravský Beroun (dříve Ondrášov, německy Bärn-Andersdorf) je železniční stanice jižně od města Moravský Beroun, v katastru obce Ondrášov, v okrese Olomouc v Olomouckém kraji poblíž řeky Bystřice. Leží na jednokolejné neelektrizované trati Olomouc–Opava.

## Historie
Stanice byla vybudována společností Moravsko-slezská ústřední dráha (MSCB) na trati primárně spojující Olomouc, kam byla železnice přivedena roku 1841, a Opavu, podle typizovaného stavebního vzoru. 1. listopadu 1872 byl uveden do provozu úsek trasy z Krnova do stanice Opava západ. 
Po zestátnění MSCB v roce 1895 pak obsluhovala stanici jedna společnost, Císařsko-královské státní dráhy (kkStB), po roce 1918 pak správu přebraly Československé státní dráhy.

## Popis
Nacházejí se zde tři jednostranná nekrytá nástupiště (jedno vnější u budovy, dvě vnitřní), k příchodu na vnitřní nástupiště slouží přechod přes koleje. 